# 8253 Brunetto
8253 Brunetto eller 1981 EU15 är en asteroid i huvudbältet som upptäcktes den 1 mars 1981 av den amerikanska astronomen Schelte J. Bus vid Siding Spring-observatoriet. Den är uppkallad efter Rosario Brunetto.